# Штреберке
Штреберке (енгл. Booksmart) амерички је хумористички филм из 2019. године, у режији Оливије Вајлд, по сценарију Емили Халперн, Саре Хаскинс, Сузане Фогел и Кејти Силберман. Бини Фелдстајн и Кејтлин Девер глуме две средњошколке пред матуру које су кренуле да крше правила и забављају се током последњих дана школе. Споредне улоге глуме: Џесика Вилијамс, Вил Форте, Лиса Кудроу и Џејсон Судејкис.
Премијерно је приказан 10. марта 2019. године на фестивалу South by Southwest, док је 24. маја пуштен у биоскопе у САД. Добио је позитивне рецензије критичара за глумачку поставу, сценарио и режију, а зарадио је 25 милиона долара. Фелдстајнова је такође номинована за Златни глобус за најбољу главну глумицу у играном филму (мјузикл или комедија).

## Радња
Уочи матуре, две академске суперзвезде и најбоље пријатељице схватају да је требало мање да раде, а више да се проводе. Одлучне да не заостају за својим вршњацима, девојке покушавају да четири године забаве угурају у једну ноћ.

## Улоге
| Глумац            | Улога                 |
| ----------------- | --------------------- |
| Бини Фелдстајн    | Моли Дејвидсон        |
| Кејтлин Девер     | Ејми Антслер          |
| Џесика Вилијамс   | госпођица Фајн        |
| Лиса Кудроу       | Шармејн Антслер       |
| Вил Форте         | Даг Антслер           |
| Џејсон Судејкис   | Џордан Браун          |
| Били Лурд         | Џиџи                  |
| Дајана Силверс    | Хоуп                  |
| Скајлер Гисондо   | Џаред                 |
| Моли Гордон       | Анабела               |
| Ноа Галвин        | Џорџ                  |
| Остин Крут        | Алан                  |
| Викторија Русга   | Рајан                 |
| Едуардо Франко    | Тео                   |
| Нико Хирага       | Танер                 |
| Мејсон Гудинг     | Ник Хауланд           |
| Мајк О’Брајен     | достављач Пат         |
| Блузи Берк        | Синди                 |
| Кристофер Авила   | Роб                   |
| Стефани Стајлс    | Алисон                |
| Адам Сајмон Крист | Дик                   |
| Гидеон Ланг       | Скип                  |
| Маја Рудолф       | мотивациона говорница |